# Dania na Letnich Igrzyskach Olimpijskich 2008
Danię na Letnich Igrzyskach Olimpijskich 2008 reprezentowało 84 sportowców.
Był to 25. start reprezentacji Danii na letnich igrzyskach olimpijskich. Dania uczestniczyła we wszystkich igrzyskach olimpijskich czasów nowożytnych, poza Letnimi Igrzyskami Olimpijskimi w Saint Louis.

## Zdobyte medale
| Medal  | Zawodnik                                                                   | Dyscyplina  | Konkurencja                              |
| ------ | -------------------------------------------------------------------------- | ----------- | ---------------------------------------- |
| Złoto  | Mads Christian Kruse Andersen Eskild Ebbesen Thomas Ebert Morten Jørgensen | Wioślarstwo | LM4- (czwórka bez sternika wagi lekkiej) |
| Złoto  | Martin Kirketerp Jonas Warrer                                              | Żeglarstwo  | Open: 49er                               |
| Srebro | Casper Jørgensen Jens-Erik Madsen Michael Mørkøv Alex Nicki Rasmussen      | Kolarstwo   | Wyścig na dochodzenie drużynowo mężczyzn |
| Srebro | Kim Wraae Knudsen René Holten Poulsen                                      | Kajakarstwo | K-2 1000 m                               |
| Brąz   | Andreas Helgstrand Nathalie Sayn-Wittgenstein-Berleburg Anne Van Olst      | Jeździectwo | Ujeżdżenie drużynowo                     |
| Brąz   | Lotte Friis                                                                | Pływanie    | 800 m stylem dowolnym kobiet             |
| Brąz   | Rasmus Quist Mads Reinholdt Rasmussen                                      | Wioślarstwo | LM2x (dwójka podwójna wagi lekkiej)      |

## Skład kadry

### Badminton
Mężczyźni
| Zawodnik                             | Konkurencja    | 1/32 finału       | 1/16 finału                           | 1/8 finału                                    | Ćwierćfinał                                              | Półfinał                                       | Finał/Mecz o 3. miejsce                            | Pozycja |
| Zawodnik                             | Konkurencja    | Przeciwnik Punkty | Przeciwnik Punkty                     | Przeciwnik Punkty                             | Przeciwnik Punkty                                        | Przeciwnik Punkty                              | Przeciwnik Punkty                                  | Pozycja |
| ------------------------------------ | -------------- | ----------------- | ------------------------------------- | --------------------------------------------- | -------------------------------------------------------- | ---------------------------------------------- | -------------------------------------------------- | ------- |
| Peter Gade                           | gra pojedyncza |                   | Nabil Lasmari 2:0 (21:6, 21:4)        | Shoji Sato 2:1 (19:21, 22:20, 21:15)          | Lin Dan 0:2 (13:21, 16:21)                               | Nie awansował                                  | Nie awansował                                      | 5.      |
| Kenneth Jonassen                     | gra pojedyncza |                   | Lee Hyun-il 1:2 (21:15, 14:21, 19:21) | Nie awansował                                 | Nie awansował                                            | Nie awansował                                  | Nie awansował                                      | 17.     |
| Lars Paaske Jonas Rasmussen          | gra podwójna   |                   |                                       | Jung Jae-sung Lee Yomg-dae 2:0 (21:16, 21:19) | Michał Łogosz Robert Mateusiak 2:1 (17:21, 21:11, 21:15) | Markis Kido Hendra Setiawan 0:2 (19:21, 17:21) | Lee Jae-jin Hwang Ji-man 1:2 (21:13, 18:21, 17:21) | 4.      |
| Jens Eriksen Martin Lundgaard Hansen | gra podwójna   |                   |                                       | Fu Haifeng Cai Yun 0:2 (12:21, 11:21)         | Nie awansowali                                           | Nie awansowali                                 | Nie awansowali                                     | 9.      |

Kobiety
| Zawodniczka                                | Konkurencja    | 1/32 finału       | 1/16 finału                          | 1/8 finału                                          | Ćwierćfinał       | Półfinał          | Finał             | Pozycja |
| Zawodniczka                                | Konkurencja    | Przeciwnik Punkty | Przeciwnik Punkty                    | Przeciwnik Punkty                                   | Przeciwnik Punkty | Przeciwnik Punkty | Przeciwnik Punkty | Pozycja |
| ------------------------------------------ | -------------- | ----------------- | ------------------------------------ | --------------------------------------------------- | ----------------- | ----------------- | ----------------- | ------- |
| Tine Rasmussen Baun                        | gra pojedyncza |                   | Akvilė Stapušaitytė 2:0 (21:6, 21:8) | Maria Yulianti 1:2 (21:18, 19:21, 14:21)            | Nie awansowała    | Nie awansowała    | Nie awansowała    | 9.      |
| Kamilla Rytter Juhl Lena Frier Kristiansen | gra podwójna   |                   |                                      | Kumiko Ogura Reiko Shiota 1:2 (21:18, 14:21, 18:21) | Nie awansowały    | Nie awansowały    | Nie awansowały    | 9.      |

| Zawodnicy                           | Konkurencja  | Pierwsza runda                                     | Ćwierćfinał                                           | Półfinał           | Finał              | Miejsce |
| Zawodnicy                           | Konkurencja  | Przeciwnicy Punkty                                 | Przeciwnicy Punkty                                    | Przeciwnicy Punkty | Przeciwnicy Punkty | Miejsce |
| ----------------------------------- | ------------ | -------------------------------------------------- | ----------------------------------------------------- | ------------------ | ------------------ | ------- |
| Kamilla Rytter Juhl Thomas Laybourn | gra mieszana | Hendri Kumiawan Saputra Li Yuja 2:0 (21:12, 21:14) | Flandy Limpele Vita Marissa 1:2 (17:21, 21:15, 17:21) | Nie awansowali     | Nie awansowali     | 5.      |

### Gimnastyka

#### Skoki na trampolinie
| Zawodnik     | Konkurencja | Eliminacje                     | Eliminacje                 | Eliminacje        | Eliminacje         | Eliminacje | Finał            | Finał             | Finał         | Finał         | Finał           | Finał         |
| Zawodnik     | Konkurencja | Eliminacje – Układ obowiązkowy | Eliminacje – Układ dowolny | Eliminacje – Kara | Eliminacje – Razem | Pozycja    | Finał – Trudność | Finał – Wykonanie | Finał – Lot   | Finał – Kara  | Finał – Łącznie | Pozycja       |
| Zawodnik     | Konkurencja | Punkty                         | Punkty                     | Punkty            | Punkty             | Pozycja    | Punkty           | Punkty            | Punkty        | Punkty        | Punkty          | Pozycja       |
| ------------ | ----------- | ------------------------------ | -------------------------- | ----------------- | ------------------ | ---------- | ---------------- | ----------------- | ------------- | ------------- | --------------- | ------------- |
| Peter Jensen | mężczyźni   | 30,5                           | 38,7                       | 0                 | 69,2               | 10.        | Nie awansował    | Nie awansował     | Nie awansował | Nie awansował | Nie awansował   | Nie awansował |

### Jeździectwo
| Zawodnik                                                              | Konkurencja              | Grand Prix           | Grand Prix | Grand Prix Special | Grand Prix Special | Finał          | Finał          |
| Zawodnik                                                              | Konkurencja              | Wynik                | Poz.       | Wynik              | Poz.               | Wynik          | Poz.           |
| --------------------------------------------------------------------- | ------------------------ | -------------------- | ---------- | ------------------ | ------------------ | -------------- | -------------- |
| Andreas Helgstrand                                                    | Ujeżdżenie indywidualnie | 68,833               | 13.        | 68,800             | 13.                | 70,675         | 11.            |
| Nathalie zu Sayn-Wittgenstein                                         | Ujeżdżenie indywidualnie | 70,417               | 7.         | 69,120             | 11.                | 69,110         | 14.            |
| Anne Jensen-van Olst                                                  | Ujeżdżenie indywidualnie | 67,375               | 16.        | 65,320             | 21.                | Nie awansowała | Nie awansowała |
| Anne Jensen-van Olst Nathalie zu Sayn-Wittgenstein Andreas Helgstrand | Ujeżdżenie indywidualnie | 68,833 70,417 67,375 |            |                    |                    | 68,875         | brąz           |

| Zawodnik     | Konkurencja        | Ujeżdżenie | Cross country | Skoki (runda kwalifikacyjna) | Razem                    | Skoki (runda finałowa)   | Finał                    | Pozycja                  |
| ------------ | ------------------ | ---------- | ------------- | ---------------------------- | ------------------------ | ------------------------ | ------------------------ | ------------------------ |
| Peter Flarup | WKKW indywidualnie | 53,1       | 13,2          | Nie ukończył konkurencji     | Nie ukończył konkurencji | Nie ukończył konkurencji | Nie ukończył konkurencji | Nie ukończył konkurencji |

### Kajakarstwo
Mężczyźni
| Zawodnik                 | Konkurencja | Eliminacje | Eliminacje | Półfinały | Półfinały | Finał A/B     | Finał A/B     | Pozycja       |
| Zawodnik                 | Konkurencja | Czas       | Pozycja    | Czas      | Pozycja   | Czas          | Pozycja       | Pozycja       |
| ------------------------ | ----------- | ---------- | ---------- | --------- | --------- | ------------- | ------------- | ------------- |
| Kasper Bleibach          | K-1 500m    | 1:42,529   | 5.         | 1:45,418  | 6.        | Nie awansował | Nie awansował | Nie awansował |
| Kim Knudsen René Poulsen | K-2 500m    | 1:30,348   | 5.         | 1:31,796  | 3.        | 1:30,569      | 5.            | 5.            |
| Kim Knudsen René Poulsen | K-2 1000m   | 3:18,709   | 2.         |           |           | 3:13,580      | 2.            | srebro        |

Kobiety
| Zawodniczka            | Konkurencja | Eliminacje | Eliminacje | Półfinały | Półfinały | Finał          | Finał          | Pozycja        |
| Zawodniczka            | Konkurencja | Czas       | Pozycja    | Czas      | Pozycja   | Czas           | Pozycja        | Pozycja        |
| ---------------------- | ----------- | ---------- | ---------- | --------- | --------- | -------------- | -------------- | -------------- |
| Henriette Engel Hansen | K-1 500m    | 1:52,773   | 5.         | 1:55,960  | 8.        | Nie awansowała | Nie awansowała | Nie awansowała |

### Kolarstwo

#### Kolarstwo szosowe
| Zawodnik        | Konkurencja                    | Czas                 | Pozycja              |
| --------------- | ------------------------------ | -------------------- | -------------------- |
| Chris Sørensen  | wyścig ze startu wspólnego (m) | 6:24:11              | 11.                  |
| Nicki Sørensen  | wyścig ze startu wspólnego (m) | 6:26:17              | 24.                  |
| Brian Vandborg  | wyścig ze startu wspólnego (m) | Nie ukończył wyścigu | Nie ukończył wyścigu |
| Chris Sørensen  | jazda indywidualna na czas (m) | 1:05:55,42           | 18.                  |
| Brian Vandborg  | jazda indywidualna na czas (m) | 1:08:10,20           | 32.                  |
| Linda Villumsen | wyścig ze startu wspólnego (k) | 3:32:33              | 5.                   |
| Linda Villumsen | jazda indywidualna na czas (k) | 36:50,62             | 13.                  |

#### Kolarstwo górskie
| Zawodnik       | Konkurencja       | Czas                | Pozycja |
| -------------- | ----------------- | ------------------- | ------- |
| Jakob Fuglsang | cross-country (m) | 2:06:41             | 25.     |
| Klaus Nielsen  | cross-country (m) | strata 1. okrążenia | 31.     |

#### Kolarstwo torowe
| Zawodnik                      | Konkurencja  | Punkty | Miejsce |
| ----------------------------- | ------------ | ------ | ------- |
| Daniel Kreutzfeldt            | punktowy (m) | 29     | 6.      |
| Trine Schmidt                 | punktowy (k) | 0      | 18.     |
| Michael Mørkøv Alex Rasmussen | Madison      | 14     | 6.      |

Wyścig na dochodzenie drużynowy
| Zawodnik                                                                                 | Konkurencja | Kwalifikacje | Kwalifikacje | Pierwsza runda     | Pierwsza runda | Runda medalowa             | Runda medalowa |
| Zawodnik                                                                                 | Konkurencja | Czas         | M.           | Przeciwnik Wynik   | M.             | Przeciwnik Wynik           | M.             |
| ---------------------------------------------------------------------------------------- | ----------- | ------------ | ------------ | ------------------ | -------------- | -------------------------- | -------------- |
| Michael Mørkøv Casper Jørgensen Jens-Erik Madsen Alex Rasmussen Michael Færk Christensen | mężczyźni   | 4:02,191     | 4.           | Francja · 3:56,831 | 2.             | Wielka Brytania · 4:00,040 | srebro         |

#### Kolarstwo BMX
| Zawodnik          | Konkurencja | Eliminacje | Eliminacje | Ćwierćfinał | Ćwierćfinał | Półfinał      | Półfinał      | Finał         | Finał         |
| Zawodnik          | Konkurencja | Wynik      | Miejsce    | Wynik       | Miejsce     | Wynik         | Miejsce       | Wynik         | Miejsce       |
| ----------------- | ----------- | ---------- | ---------- | ----------- | ----------- | ------------- | ------------- | ------------- | ------------- |
| Henrik Baltzersen | mężczyźni   | 37,635     | 29.        | 16          | 5.          | Nie awansował | Nie awansował | Nie awansował | Nie awansował |

Kobiety
| Zawodniczka     | Konkurencja | Eliminacje | Eliminacje | Półfinał | Półfinał | Finał          | Finał          |
| Zawodniczka     | Konkurencja | Wynik      | Miejsce    | Wynik    | Miejsce  | Wynik          | Miejsce        |
| --------------- | ----------- | ---------- | ---------- | -------- | -------- | -------------- | -------------- |
| Amanda Sørensen | kobiety     | 38,719     | 12.        | 20       | 8.       | Nie awansowała | Nie awansowała |

### Lekkoatletyka
Mężczyźni
Konkurencje techniczne
| Zawodnik      | Konkurencja    | Kwalifikacje | Kwalifikacje | Finał         | Finał         |
| Zawodnik      | Konkurencja    | Wynik        | Miejsce      | Wynik         | Miejsce       |
| ------------- | -------------- | ------------ | ------------ | ------------- | ------------- |
| Joachim Olsen | pchnięcie kulą | 19,74        | 21.          | Nie awansował | Nie awansował |
| Morten Jensen | skok w dal     | 7,63         | 31.          | Nie awansował | Nie awansował |

Kobiety
Konkurencje techniczne
| Zawodniczka        | Konkurencja    | Kwalifikacje | Kwalifikacje | Finał          | Finał          |
| Zawodniczka        | Konkurencja    | Wynik        | Miejsce      | Wynik          | Miejsce        |
| ------------------ | -------------- | ------------ | ------------ | -------------- | -------------- |
| Christina Scherwin | rzut oszczepem | 53,95        | 44.          | Nie awansowała | Nie awansowała |

### Łucznictwo
| Zawodnik       | Konkurencja       | Runda rankingowa | Runda rankingowa | 1/32                            | 1/16             | 1/8              | Ćwierćfinały     | Półfinały        | Finał            | Finał   |
| Zawodnik       | Konkurencja       | Wynik            | Seed             | Przeciwnik Wynik                | Przeciwnik Wynik | Przeciwnik Wynik | Przeciwnik Wynik | Przeciwnik Wynik | Przeciwnik Wynik | Pozycja |
| -------------- | ----------------- | ---------------- | ---------------- | ------------------------------- | ---------------- | ---------------- | ---------------- | ---------------- | ---------------- | ------- |
| Niels Dall     | indywidualnie (m) | 634              | 53.              | Marco Galiazzo P (97:114)       | Nie awansował    | Nie awansował    | Nie awansował    | Nie awansował    | Nie awansował    | 61.     |
| Louise Laursen | indywidualnie (k) | 605              | 52.              | Małgorzata Sobieraj P (110:113) | Nie awansowała   | Nie awansowała   | Nie awansowała   | Nie awansowała   | Nie awansowała   | 54.     |

### Piłka ręczna
Turniej mężczyzn
- Reprezentacja mężczyzn

| - Lasse Boesen - Joachim Boldsen - Klavs Bruun Jørgensen - Lars Christiansen - Mikkel Hansen - Peter Henriksen - Kasper Hvidt |  | - Jesper Jensen - Lars Jørgensen - Hans Lindberg - Kasper Nielsen - Jesper Nøddesbo - Kasper Søndergaard - Bo Spellerberg |

Reprezentacja Danii brała udział w rozgrywkach grupy B turnieju olimpijskiego zajmując w niej drugie miejsce. W ćwierćfinale ulegała reprezentacji Chorwacji. W meczach o miejsca 5. – 8. najpierw uległa reprezentacji Rosji, a następnie pokonała Koreę Południową zajmując ostatecznie 7. miejsce.
Grupa B
| Drużyna          | M | Mecze | Mecze | Mecze | Bramki | Bramki | Bramki | Pkt |
| Drużyna          | M | W     | R     | P     | +      | –      | +/−    | Pkt |
| ---------------- | - | ----- | ----- | ----- | ------ | ------ | ------ | --- |
| Korea Południowa | 5 | 3     | 0     | 2     | 122    | 129    | -7     | 6   |
| Dania            | 5 | 2     | 2     | 1     | 135    | 129    | +6     | 6   |
| Islandia         | 5 | 2     | 2     | 1     | 151    | 146    | +5     | 6   |
| Rosja            | 5 | 2     | 1     | 2     | 136    | 131    | +5     | 5   |
| Niemcy           | 5 | 2     | 1     | 2     | 126    | 130    | -4     | 5   |
| Egipt            | 5 | 0     | 2     | 3     | 127    | 132    | -5     | 2   |

#### Rozgrywki grupowe
| 10 sierpnia 2008 | Dania | 23:23(11:10) | Egipt |  |
| 10 sierpnia 2008 |       | 23:23(11:10) |       |  |

| 12 sierpnia 2008 | Korea Południowa | 31:30(13:14) | Dania |  |
| 12 sierpnia 2008 |                  | 31:30(13:14) |       |  |

| 14 sierpnia 2008 | Dania | 25:24(10:10) | Rosja |  |
| 14 sierpnia 2008 |       | 25:24(10:10) |       |  |

| 16 sierpnia 2008 | Dania | 32:32(18:17) | Islandia |  |
| 16 sierpnia 2008 |       | 32:32(18:17) |          |  |

| 18 sierpnia 2008 | Niemcy | 21:27(12:15) | Dania |  |
| 18 sierpnia 2008 |        | 21:27(12:15) |       |  |

#### Ćwierćfinał
| 20 sierpnia 2008 | Chorwacja | 26:24(14:12) | Dania |  |
| 20 sierpnia 2008 |           | 26:24(14:12) |       |  |

#### Mecze o miejsca 5.-8.
| 22 sierpnia 2008 | Rosja | 28:27(17:14) | Dania |  |
| 22 sierpnia 2008 |       | 28:27(17:14) |       |  |

| 24 sierpnia 2008 | Dania | 37:26(15:13) | Korea Południowa |  |
| 24 sierpnia 2008 |       | 37:26(15:13) |                  |  |

### Pływanie
Mężczyźni
| Zawodnik          | Konkurencja     | Eliminacje | Eliminacje | Półfinał      | Półfinał      | Finał         | Finał         |
| Zawodnik          | Konkurencja     | Czas       | Miejsce    | Czas          | Miejsce       | Czas          | Miejsce       |
| ----------------- | --------------- | ---------- | ---------- | ------------- | ------------- | ------------- | ------------- |
| Jakob Andkjær     | 50m dowolnym    | 22,52      | 7.         | Nie awansował | Nie awansował | Nie awansował | Nie awansował |
| Jakob Andkjær     | 100m dowolnym   | 49,25      | 7.         | Nie awansował | Nie awansował | Nie awansował | Nie awansował |
| Jakob Andkjær     | 100m motylkowym | 52,24      | 1.         | Nie awansował | Nie awansował | Nie awansował | Nie awansował |
| Jon Rud           | 200m dowolnym   | 1:48,96    | 2.         | Nie awansował | Nie awansował | Nie awansował | Nie awansował |
| Jon Rud           | 400m dowolnym   | 3:57,41    | 7.         |               |               | Nie awansował | Nie awansował |
| Mads Glæsner      | 400m dowolnym   | 3:45,38    | 4.         |               |               | Nie awansował | Nie awansował |
| Mads Glæsner      | 1500m dowolnym  | 15:03,33   | 2.         |               |               | Nie awansował | Nie awansował |
| Chris Christensen | 200m klasycznym | 2:13,92    | 8.         | Nie awansował | Nie awansował | Nie awansował | Nie awansował |
| Chris Christensen | 200m zmiennym   | 2:02,93    | 2.         | Nie awansował | Nie awansował | Nie awansował | Nie awansował |

Kobiety
| Zawodniczka                                                    | Konkurencja       | Eliminacje | Eliminacje | Półfinał       | Półfinał       | Finał          | Finał          |
| Zawodniczka                                                    | Konkurencja       | Czas       | Miejsce    | Czas           | Miejsce        | Czas           | Miejsce        |
| -------------------------------------------------------------- | ----------------- | ---------- | ---------- | -------------- | -------------- | -------------- | -------------- |
| Jeanette Ottesen Gray                                          | 50m dowolnym      | 24,83      | 2.         | 24,86          | 4.             | Nie awansowała | Nie awansowała |
| Jeanette Ottesen Gray                                          | 100m dowolnym     | 54,04      | 1.         | 54,05          | 4.             | 54,06          | 5.             |
| Jeanette Ottesen Gray                                          | 100m motylkowym   | 58,44      | 6.         | 59,29          | 7.             | Nie awansowała | Nie awansowała |
| Micha Østergaard                                               | 100m motylkowym   | 59,10      | 8.         | Nie awansowała | Nie awansowała | Nie awansowała | Nie awansowała |
| Micha Østergaard                                               | 200m motylkowym   | 2:07,77    | 2.         | 2:09,29        | 5.             | Nie awansowała | Nie awansowała |
| Louise Jansen                                                  | 200m dowolnym     | 2:01,30    | 4.         | Nie awansowała | Nie awansowała | Nie awansowała | Nie awansowała |
| Lotte Friis                                                    | 400m dowolnym     | 4:08,47    | 6.         |                |                | Nie awansowała | Nie awansowała |
| Lotte Friis                                                    | 800m dowolnym     | 8:21,74    | 2.         |                |                | 8:23,03        | brąz           |
| Julie Hjorth-Hansen                                            | 200m zmiennym     | 2:11,99    | 2.         | 2:12,26        | 6.             | Nie awansowała | Nie awansowała |
| Julie Hjorth-Hansen Micha Østergaard Louise Jansen Lotte Friis | 4 × 200m dowolnym | 8:00,81    | 7.         |                |                | Nie awansowały | Nie awansowały |

### Strzelectwo
Mężczyźni
| Zawodnik       | Konkurencja | Kwalifikacje | Kwalifikacje | Finał         | Finał         |
| Zawodnik       | Konkurencja | Wynik        | Pozycja      | Wynik         | Pozycja       |
| -------------- | ----------- | ------------ | ------------ | ------------- | ------------- |
| Anders Golding | skeet       | 112          | 25.          | Nie awansował | Nie awansował |

### Tenis stołowy
| Zawodnik     | Konkurencja        | Eliminacje       | Runda 1          | Runda 2          | Runda 3                                                      | 1/8 finału       | Ćwierćfinały     | Półfinały        | Finał            | Finał   |
| Zawodnik     | Konkurencja        | Przeciwnik Wynik | Przeciwnik Wynik | Przeciwnik Wynik | Przeciwnik Wynik                                             | Przeciwnik Wynik | Przeciwnik Wynik | Przeciwnik Wynik | Przeciwnik Wynik | Pozycja |
| ------------ | ------------------ | ---------------- | ---------------- | ---------------- | ------------------------------------------------------------ | ---------------- | ---------------- | ---------------- | ---------------- | ------- |
| Michael Maze | gra pojedyncza (m) |                  |                  |                  | Zoran Primorac P 2:4 (8:11, 11:9, 10:12, 12:10, 7:11, 11:13) | Nie awansował    | Nie awansował    | Nie awansował    | Nie awansował    | 17.     |

### Tenis ziemny
Kobiety
| Zawodnik           | Konkurencja | 1/32                          | 1/16                                | 1/8                                  | Ćwierćfinały     | Półfinały        | Finał            | Finał            |
| Zawodnik           | Konkurencja | Przeciwnik Wynik              | Przeciwnik Wynik                    | Przeciwnik Wynik                     | Przeciwnik Wynik | Przeciwnik Wynik | Przeciwnik Wynik | Pozycja          |
| ------------------ | ----------- | ----------------------------- | ----------------------------------- | ------------------------------------ | ---------------- | ---------------- | ---------------- | ---------------- |
| Caroline Wozniacki | singel      | Salima Safar W 2:0 (6:4, 6:1) | Daniela Hantuchová W 2:0 (6:1, 6:3) | Jelena Diemientjewa P 0:2 (6:7, 2:6) | Nie awansowała   | Nie awansowała   | Nie awansowała   | Miejsca 9. – 16. |

### Triathlon
| Zawodnik       | Konkurencja | Pływanie (1,5 km) | Zmiana 1 | Jazda na rowerze (40 km) | Zmiana 2 | Bieg (10 km) | Czas       | Pozycja |
| -------------- | ----------- | ----------------- | -------- | ------------------------ | -------- | ------------ | ---------- | ------- |
| Rasmus Henning | mężczyźni   | 18:18             | 0:26     | 58:57                    | 0:28     | 31:48        | 1:49:57,47 | 8.      |

### Wioślarstwo
Mężczyźni
| Zawodnik                                                   | Konkurencja | Eliminacje | Eliminacje | Repesaż | Repesaż | Półfinały C/D | Półfinały C/D | Półfinały A/B | Półfinały A/B | Finał C/D | Finał C/D | Finał A/B | Finał A/B | Miejsce |
| Zawodnik                                                   | Konkurencja | Czas       | M.         | Czas    | M.      | Czas          | M.            | Czas          | M.            | Czas      | M.        | Czas      | M.        | Miejsce |
| ---------------------------------------------------------- | ----------- | ---------- | ---------- | ------- | ------- | ------------- | ------------- | ------------- | ------------- | --------- | --------- | --------- | --------- | ------- |
| Morten Nielsen Thomas Larsen                               | M2-         | 7:17,43    | 5.         | 6:38,33 | 3.      |               |               | 6:48,65       | 6.            |           |           | 6:55,37   | 4.        | 10.     |
| Mads Rasmussen Rasmus Quist                                | LM2-        | 6:14,84    | 1.         |         |         |               |               | 6:26,49       | 2.            |           |           | 6:12,45   | 3.        | brąz    |
| Thomas Ebert Morten Jørgensen Mads Andersen Eskild Ebbesen | LM4-        | 5:50,121   | 1.         |         |         |               |               | 6:05,75       | 1.            |           |           | 5:47,76   | 1.        | złoto   |

Kobiety
| Zawodnik                       | Konkurencja | Eliminacje | Eliminacje | Repesaż | Repesaż | Półfinały A/B | Półfinały A/B | Finał A/B | Finał A/B | Miejsce |
| Zawodnik                       | Konkurencja | Czas       | M.         | Czas    | M.      | Czas          | M.            | Czas      | M.        | Miejsce |
| ------------------------------ | ----------- | ---------- | ---------- | ------- | ------- | ------------- | ------------- | --------- | --------- | ------- |
| Katrin Olsen Juliane Rasmussen | LW2x        | 6:58,63    | 2.         |         |         | 7:06,31       | 4.            | 7:06,94   | 1.        | 7.      |

### Zapasy
Mężczyźni – styl klasyczny
| Zawodnik      | Konkurencja | Kwalifikacje                 | 1/8                   | Ćwierćfinał      | Półfinał         | Repesaż 1        | Repesaż 2        | Finał            | Finał   |
| Zawodnik      | Konkurencja | Przeciwnik Wynik             | Przeciwnik Wynik      | Przeciwnik Wynik | Przeciwnik Wynik | Przeciwnik Wynik | Przeciwnik Wynik | Przeciwnik Wynik | Pozycja |
| ------------- | ----------- | ---------------------------- | --------------------- | ---------------- | ---------------- | ---------------- | ---------------- | ---------------- | ------- |
| Anders Nyblom | -55 kg      |                              | Park Eun-chul P (0:2) | Nie awansował    | Nie awansował    | Nie awansował    | Nie awansował    | Nie awansował    | 14.     |
| Mark Madsen   | -74 kg      | Warteres Samurgaszew P (0:2) | Nie awansował         | Nie awansował    | Nie awansował    | Nie awansował    | Nie awansował    | Nie awansował    | 19.     |

### Żeglarstwo
Kobiety
| Zawodnik       | Konkurencja | Wyścig | Wyścig | Wyścig | Wyścig | Wyścig | Wyścig | Wyścig | Wyścig | Wyścig | Wyścig | Wyścig | Punkty | Finałowa pozycja |
| Zawodnik       | Konkurencja | 1      | 2      | 3      | 4      | 5      | 6      | 7      | 8      | 9      | 10     | M*     | Punkty | Finałowa pozycja |
| -------------- | ----------- | ------ | ------ | ------ | ------ | ------ | ------ | ------ | ------ | ------ | ------ | ------ | ------ | ---------------- |
| Bettina Honore | RS:X        | 21     | 18     | 21     | 18     | 20     | 9      | 14     | 15     | 22     | 6      | –      | 142    | 19.              |

Mężczyźni
| Zawodnik               | Konkurencja | Wyścig | Wyścig | Wyścig | Wyścig | Wyścig | Wyścig | Wyścig | Wyścig | Wyścig | Wyścig | Wyścig | Punkty | Finałowa pozycja |
| Zawodnik               | Konkurencja | 1      | 2      | 3      | 4      | 5      | 6      | 7      | 8      | 9      | 10     | M*     | Punkty | Finałowa pozycja |
| ---------------------- | ----------- | ------ | ------ | ------ | ------ | ------ | ------ | ------ | ------ | ------ | ------ | ------ | ------ | ---------------- |
| Jonas Kældsø Poulsen   | RS:X        | 28     | 26     | 30     | 29     | 35     | 4      | 14     | 13     | 34     | 23     | –      | 201    | 24.              |
| Anders Nyholm          | Laser       | 18     | 26     | 19     | 15     | 19     | 44     | 27     | 27     | 13     |        | –      | 164    | 23.              |
| Jonas Høgh Christensen | Finn        | 16     | 6      | 12     | 16     | 25     | 4      | 5      | 7      |        |        | 4      | 70     | 6.               |

Open
| Zawodnik                      | Konkurencja | Wyścig | Wyścig | Wyścig | Wyścig | Wyścig | Wyścig | Wyścig | Wyścig | Wyścig | Wyścig | Wyścig | Wyścig | Wyścig | Punkty | Finałowa pozycja |
| Zawodnik                      | Konkurencja | 1      | 2      | 3      | 4      | 5      | 6      | 7      | 8      | 9      | 10     | 11     | 12     | M*     | Punkty | Finałowa pozycja |
| ----------------------------- | ----------- | ------ | ------ | ------ | ------ | ------ | ------ | ------ | ------ | ------ | ------ | ------ | ------ | ------ | ------ | ---------------- |
| Jonas Warrer Martin Kirketerp | 49er        | 2      | 4      | 10     | 4      | 2      | 3      | 4      | 2      | 9      | 2      | 7      | 8      | 14     | 61     | złoto            |

M = Wyścig medalowy